# Soussons Common

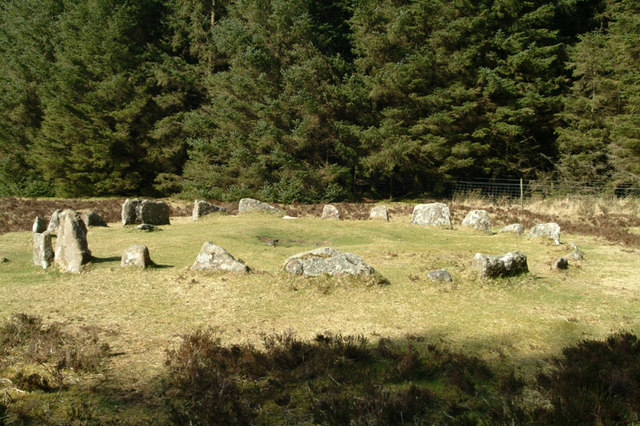
Soussons Common

Soussons Common (auch Soussons Plantation oder Ringastan genannt) liegt nahe einer Straße, am Waldrand östlich von Postbridge in Devon in England. Der Ort im Dartmoor National Park ist für seine Clapper bridge bekannt. 
Die fälschlich oft als Steinkreis oder Cairn bezeichnete Formation Soussons Common hat etwa 6,8 m Durchmesser und ist die aus 22 verbliebenen Steinen bestehende, fast komplette Randeinfassung eines abgetragenen Tumulus aus der Bronzezeit. Die zum Teil kaum aus dem Boden ragenden Steine sind klein. Der größte ist etwas mehr als 0,6 m hoch. In der Mitte liegt eine beschädigte Steinkiste. Die Randsteine gehören zu einem der vier 1903 ausgegrabenen „Red Barrows“, die hier Nord-Süd-orientiert liegen bzw. lagen.